# Kostel svatého Ondřeje (Praha)
Kostel svatého Ondřeje na Starém Městě v Praze stával nedaleko křižovatky ulic Betlémská a Karoliny Světlé, poblíž budovy čp. 287/I. V jeho sousedství býval románský dvorec.

## Historie
Kostel byl vysvěcen za přítomnosti knížete Vladislava I. a jeho manželky Judity roku 1165 biskupem Danielem. Při tomto aktu byly vloženy do jeho oltáře ostatky 25 světců včetně ostatků českých patronů a jejich pravost byla potvrzena biskupskou autentikou. Svěcení kostela se zúčastnil ostrovský opat Petr.
Ve 12. století byl kostel i dvorec v majetku ostrovského kláštera. Poté jej roku 1288 získali premonstráti z Milevska a od roku 1310 byl v majetku kláštera zbraslavského.
Po požáru roku 1336 byl přestavěn goticky a vysvěcen 22. prosince 1337. Při tomto novém svěcení byla nalezena do oltáře vložená autentika. Její nález byl zaznamenán Petrem Žitavským ve Zbraslavské kronice.
V 15. století kostel patřil kališníkům. Jako zchátralý byl roku 1596 obnoven a opraven. Na krátký čas v něm sídlili dominikáni, po nich se vrátil do majetku Zbraslavského kláštera. Při josefinských reformách byl roku 1785 spolu s řádem zrušen a odsvěcen a poté prodán i s opatským domem za 6691 zlatých do soukromých rukou. Byl využit jako truhlářská dílna.
Při rozšiřování Betlémské ulice byl kostel zbořen a na místě opatského domu byla v letech 1888–1898 postavena Městská průmyslová škola strojnická.

### Podoba kostela
Podoba kostela se zachovala na Langweilově modelu Prahy a na obrazu z roku 1874 od Vincence Morstadta. Byla to jednolodní stavba složená ze široké lodi zpevněné opěráky, a obdélného, pětiboce uzavřeného presbytáře. Nad západním štítem měla věžičku. Areál byl ohrazen kamennou zdí a patřila k němu samostatně stojící kostnice.